# ミュージカル・テニスの王子様4thシーズン
ミュージカル『テニスの王子様』4thシーズン（ミュージカル・テニスのおうじさまフォースシーズン）は、週刊少年ジャンプ（集英社刊）にて連載された許斐剛による少年漫画『テニスの王子様』を舞台化したミュージカル （通称・テニミュ）。

## 概要
好評のまま終了したミュージカル『テニスの王子様』1stシーズン、2ndシーズン、3rdシーズンを経て、2021年7月に開幕した青学vs不動峰公演より、一から展開していく。これに先立ち、同年5月29日に品川プリンスホテル ステラボールでお披露目会が行われた。一部キャストは『ミュージカル・新テニスの王子様』にも出演している。

## 公演リスト
ミュージカル『テニスの王子様』4thシーズン お披露目会
2021年5月29日 品川プリンスホテル ステラボール
ミュージカル『テニスの王子様』4thシーズン 青学vs不動峰
2021年7月9日 - 18日 TOKYO DOME CITY HALL
2021年7月23日 - 25日 熊本城ホール
2021年7月30日 - 8月8日 メルパルクホール大阪
2021年8月20日 - 29日 日本青年館ホール
ミュージカル『テニスの王子様』4thシーズン 青学vs聖ルドルフ・山吹
2022年7月5日 - 13日 日本青年館ホール
2022年7月27日 - 31日 メルパルクホール大阪
2022年8月11日 - 13日 キャナルシティ劇場
2022年8月19日 - 28日 天王洲 銀河劇場
ミュージカル『テニスの王子様』4thシーズン 青学vs氷帝
2023年1月7日 - 15日 TACHIKAWA STAGE GARDEN
2023年1月20日 - 29日 メルパルクホール大阪
2023年2月3日 - 5日 キャナルシティ劇場
2023年2月17日 - 19日 土岐市文化プラザ サンホール
2023年2月25日 - 3月5日 TOKYO DOME CITY HALL
ミュージカル『テニスの王子様』4thシーズン 青学vs六角
2023年7月15日 - 23日 TACHIKAWA STAGE GARDEN
2023年7月28日 - 8月6日 COOL JAPAN PARK OSAKA WWホール
2023年8月18日 - 20日 名古屋文理大学文化フォーラム（稲沢市民会館）大ホール
2023年8月26日 - 9月3日 日本青年館ホール
ミュージカル『テニスの王子様』4thシーズン 青学vs立海
2024年1月14日 - 21日 TACHIKAWA STAGE GARDEN
2024年1月26日 - 2月3日 オリックス劇場
2024年2月9日 - 11日 土岐市文化プラザ サンホール
2024年2月23日 - 3月2日 日本青年館ホール
ミュージカル『テニスの王子様』4thシーズン 新キャストお披露目会
2024年11月16日 品川プリンスホテル ステラボール
ミュージカル『テニスの王子様』4thシーズン 青学vs比嘉
2025年1月11日 - 19日 日本青年館ホール
2025年1月25日 - 2月2日 梅田芸術劇場 メインホール
2025年2月8日 - 15日 TACHIKAWA STAGE GARDEN
ミュージカル『テニスの王子様』4thシーズン 全国大会 青学vs氷帝
2025年7月6日 - 13日 TOKYO DOME CITY HALL
2025年7月19日 - 7月27日 SｋｙシアターＭＢＳ
2025年8月1日 - 8月3日 土岐市文化プラザ サンホール
2025年8月15日 - 8月17日 久留米シティプラザ　ザ・グランドホール
2025年8月23日 - 8月31日 日本青年館ホール

## キャスト

### 青春学園キャスト

#### 青学11代目キャスト
出演期間：青学vs不動峰 - Dream Live 2024
- 越前リョーマ - 今牧輝琉
- 手塚国光 - 山田健登
- 大石秀一郎 - 原貴和
- 不二周助 - 持田悠生
- 乾貞治 - 塩田一期
- 菊丸英二 - 富本惣昭
- 河村隆 - 大友海
- 桃城武 - 寶珠山駿
- 海堂薫 - 岩崎悠雅
- 堀尾聡史 - りょうた
- 加藤勝郎 - 白石寿（お披露目会から不動峰まで）、戸塚世那（聖ルドルフ・山吹以降）
- 水野カツオ - 市川愛大
- 池田雅也[注釈 5] - 大野紘幸

#### 青学12代目キャスト
出演期間：青学vs比嘉 - 
- 越前リョーマ - 竹内雄大
- 手塚国光 - 寺田友哉
- 大石秀一郎 - 藤本力翔 (*)
- 不二周助 - 橋本勇大
- 乾貞治 - 世良大雅
- 菊丸英二 - 長嶺龍汰
- 河村隆 - 坂上翔麻
- 桃城武 - 有岡歩斗
- 海堂薫 - 渡邊樹
- 堀尾聡史 - 大山蓮斗
- 加藤勝郎 - 加藤央睦
- 水野カツオ - 中川湊斗

### 他校キャスト
(*)はテニミュボーイズ経験者を示す

#### 不動峰
- 橘桔平 - GAKU
- 神尾アキラ - 毎熊宏介
- 伊武深司 - 土屋直武
- 石田鉄 - 柊太朗
- 桜井雅也 - 深澤悠斗
- 内村京介 - 菊池颯人
- 森辰徳 - Rayshy

#### 聖ルドルフ
- 赤澤吉朗 - 奥村等士
- 観月はじめ - 三井淳平
- 柳沢慎也 - 久保侑大
- 木更津淳 - 緑川青真
- 野村拓也 - 八重澤就土
- 不二裕太 - 石原月斗
- 金田一郎 - 二宮来夢

#### 山吹
- 南健太郎 - 桑原勝
- 千石清純 - TAISEI
- 亜久津仁 - 益永拓弥
- 東方雅美 - 灰塚宗史
- 新渡米稲吉 - 松原凛
- 室町十次 - 寺島レオン
- 喜多一馬 - 内野楓斗
- 壇太一 - 橋本悠希

#### 氷帝
- 跡部景吾 - 高橋怜也 / 石川志泉
- 忍足侑士 - 草地稜之
- 向日岳人 - 小辻庵
- 宍戸亮 - 広井雄士
- 芥川慈郎 - 横山賀三
- 滝萩之介 - 中田凌多
- 樺地崇弘 - 栗原樹 (*)
- 鳳長太郎 - 明石陸 (*)
- 日吉若 - 酒寄楓太

#### 六角
- 葵剣太郎 - 宮脇優[注釈 6]
- 佐伯虎次郎 - 松永有紘
- 黒羽春風 - 桐田伶音
- 天根ヒカル - 栗原航大
- 樹希彦 - 森下紫温
- 木更津亮 - 岸本舜生
- 首藤聡 - 中嶋健 (*)
- オジイ - うじすけ

#### 緑山
- 季楽靖幸 - 成瀬遙城

#### 立海
- 幸村精市 - 潮見洸太
- 真田弦一郎 - 速川大弥
- 柳蓮二 - 梶山武雅
- 仁王雅治 - 蒼井嵐樹
- 柳生比呂士 - 中山清太郎
- 丸井ブン太 - 白金倫太郎
- ジャッカル桑原 - 大村征弥
- 切原赤也 - 木村聖哉

#### 比嘉
- 木手永四郎 - 二階堂心
- 甲斐裕次郎 - 益川和久 (*)
- 平古場凛 - 桜井一
- 知念寛 - 坂田大夢 (*)
- 田仁志慧 - 平川聖大
- 不知火知弥 - 高岩芯泰
- 新垣浩一 - 津山晄士朗

### その他
- 井上守 - 北代高士
- 越前南次郎 - 中河内雅貴
- 千歳ミユキ - 山下愛乃 / 渡部遥玲（Wキャスト）

### テニミュボーイズ
- 黒条奏斗
- 玉元風海人
- 中嶋健
- 濱屋拓斗
- 明石陸
- 栗原樹
- 本間一稀
- 赤峰優
- 西岡諒佑
- 益川和久
- 笹尾ヒロト
- 鈴木達也
- 高橋陸人
- 吉田拓也
- 井上蓮
- 田原廉
- 藤本力翔
- 徳田海斗
- 樋口明志
- 中川月碧
- 原田悠希
- 吉村空我

## 主なスタッフ
- 主催 - テニミュ製作委員会
- 脚本・演出 - 三浦香
- 音楽 - Yu（vague）
- 振付 - 遠山晶司（梅棒）

## ディスコグラフィー

### 公演DVD&Blu-ray
| タイトル                                                                    | 発売日         | 規格品番   | 規格品番   |
| タイトル                                                                    | 発売日         | BD         | DVD        |
| --------------------------------------------------------------------------- | -------------- | ---------- | ---------- |
| ミュージカル『テニスの王子様』 4thシーズン 青学vs不動峰                     | 2021年12月24日 | MJBD-40244 | MJBD-72390 |
| ミュージカル『テニスの王子様』 4thシーズン 青学vs聖ルドルフ・山吹           | 2022年12月21日 | MJBD-40255 | MJBD-72398 |
| ミュージカル『テニスの王子様』 4thシーズン 青学vs氷帝【通常版】             | 2023年7月5日   | MJBD-40260 | MJBD-72401 |
| ミュージカル『テニスの王子様』 4thシーズン 青学vs氷帝【初回数量限定 3枚組】 | 2023年7月5日   | MJBD-40263 | MJBD-72404 |
| ミュージカル『テニスの王子様』 4thシーズン 青学vs六角                       | 2024年2月14日  | MJBD-40264 | MJBD-72405 |
| ミュージカル『テニスの王子様』 4thシーズン 青学vs立海                       | 2024年7月31日  | MJBD-40271 | MJBD-72410 |
| ミュージカル『テニスの王子様』 4thシーズン 青学vs比嘉                       | 2025年7月2日   | MJBD-40280 | MJBD-72413 |

### コンサートDVD&Blu-ray
| タイトル                                                                               | 発売日         | 規格品番   | 規格品番   |
| タイトル                                                                               | 発売日         | BD         | DVD        |
| -------------------------------------------------------------------------------------- | -------------- | ---------- | ---------- |
| ミュージカル『テニスの王子様』4thシーズン Dream Live 2024 ～Memorial Match～【通常版】 | 2024年11月13日 | MJBD-40271 | MJBD-72410 |
| ミュージカル『テニスの王子様』4thシーズン Dream Live 2024 ～Memorial Match～【SP版】   | 2024年11月13日 | MJBD-40275 |            |